# پل الجر
پل الجر (انگلیسی: Paul Alger؛ زادهٔ ۱۳ اوت ۱۹۴۳) بازیکن فوتبال اهل آلمان است.
از باشگاه‌هایی که در آن بازی کرده‌است می‌توان به باشگاه فوتبال کلن اشاره کرد.